# 平壤無軌電車
平壤無軌電車（朝鲜语：／ P'yŏngyang MukwedoChŏnch'a */?）是位於朝鮮民主主義人民共和國平壤市的無軌電車系統，隸屬於平壤市公共交通體系的一部分，並由平壤市中心向外輻射延伸至平壤市郊。
平壤無軌電車與平壤有軌電車和平壤地鐵，共同構成平壤市的公共交通體系。

## 歷史

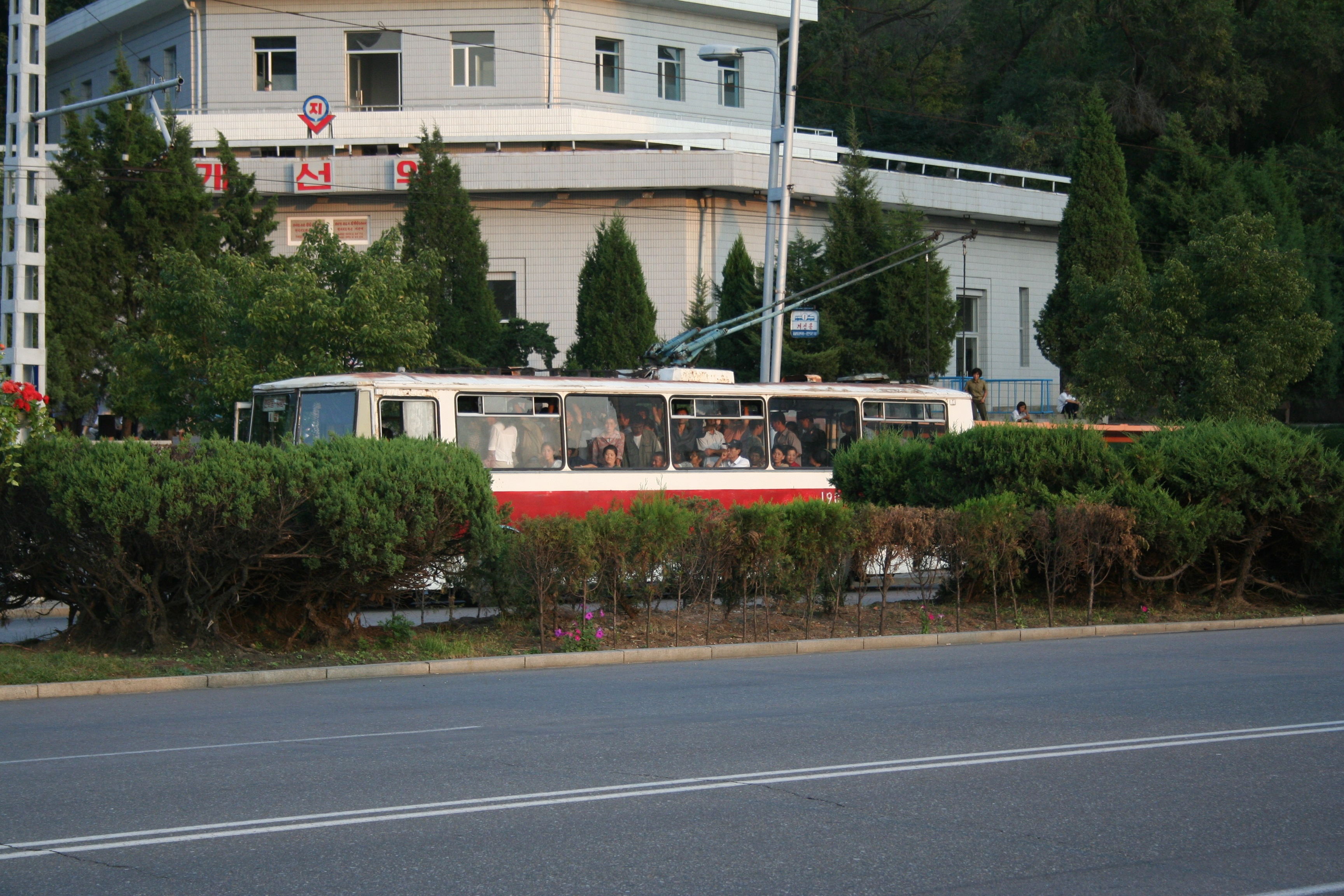
平壤無軌電車上擁擠的人群，攝於平壤地鐵凱旋站入口

平壤無軌電車依照金日成的指示於1960年始建，在1961年9月完成首輛無軌電車的製造。平壤無軌電車的首條綫路開通於1962年4月30號，由平壤站起訖至三大革命展示館。由於平壤無軌電車停車場並未與綫路開通一起啟用，因此在開通之際無軌電車車輛到站後即在露天停放。後續平壤有軌電車又緊鑼密鼓建造並開通諸多路綫，例如於1963年9月開通自平壤站至凱旋門的路綫。截至1964年年底，平壤無軌電車組總計擁有130輛千里馬9.11型電車與24輛千里馬9.25型鉸接無軌電車。在1965年，平壤無軌電車有新開通兩條綫路：第一條開通於1965年4月6號，綫路自平壤站至西平壤站，第二條開通於1965年8月25號，綫路自平壤第一百貨商店至大同江站。
在1960年代期間，還有建造以無軌電車爲主體自平壤至平城的城際路綫。北韓政府在規劃無軌電車路綫時，亦有原先規劃無軌電車的路綫被廢止而以有軌電車取而代之的狀況發生。而在平壤有軌電車一號綫船橋－松興區間停運且軌道被拆除後，北韓政府亦將這條綫路用無軌電車來重建。隨著平壤無軌電車綫路的建設，截至2016年，平壤無軌電車共建成10條綫路，並設有爲全綫無軌電車車輛停放的停車場地。
平壤無軌電車的發車間隔在1972年4月曾一度達到每分鐘一班，但是金日成出於減少因無軌電車造成的交通擁堵而下達減少發車頻次的指令，並於1972年7月開始實行。
平壤無軌電車的運營並非一成不變，而是會受到平壤其他公共交通工具的影響進而調整運營綫路。最早的綫路調整發生在1970年代，當時是由於平壤地鐵的開通而致使平壤無軌電車的一條綫路被關停。在1990年代的時候又因爲平壤有軌電車的運營影響，而出現關停綫路的情況。
由於平成市德性洞、松嶺洞和栢松里於1995年變更爲平壤市恩情區域，因此原先爲平壤市－平成市的城際無軌電車路綫也納入平壤市的公共交通系統。
北韓最高領導人金正恩於2018年8月4號視察平壤無軌電車廠並親自體驗搭乘新型無軌電車的感受。在視察過程中，金正恩讚揚平壤無軌電車的生產質量教先前已取得提升，在讚揚之餘還對平壤無軌電車廠關於解決北韓客運與公共交通運輸等問題提供指示。金正恩表示北韓民衆一定會對這些新製造的無軌電車讚賞有加，並稱「只要人民喜歡，就算是天上的星星也要摘下來」。
截至2020年，平壤無軌電車共建成11條綫路，在平壤無軌電車車組中最多的兩款電車型號是2010年投入使用千里馬091型無軌電車，與2018年投入使用的千里馬316型無軌電車。
在2022年太陽節來臨之際，平壤無軌電車新開通船橋－松花路綫與重劃平壤火電廠－西平壤綫路，《勞動新聞》對新開通的無軌電車綫路與重劃的無軌電車電路讚賞有加，同時表示無軌電車的開通可爲沿綫安家的北韓民衆提供交通出行方便。

## 運營綫路
平壤無軌電車屬於國營企業，每次乘坐的車費爲5鮮圓。在運營時，平壤無軌電車沒有綫路編號，綫路命名按運營終點確立。截至2024年，平壤無軌電車共有12條運營綫路，運營中綫路與曾運營綫路如下表所示：
| 運營中綫路                                 | 運營中綫路 |
| 運營區間                                   | 備注 |
| ------------------------------------------ | --- |
| 平壤站－蓮池洞 (평양역-련못동)             | |
| 平壤站－西平壤站 (평양역-서평양)           | 由於平壤站－西平壤站綫路會在西平壤站車場掉頭，因此事實上並沒有實質性到達西平壤站。 |
| 平壤火電廠－西平壤站 (화력-서평양)         | 平壤火電廠－西平壤站綫路在抵達西平壤站前，會和平壤站－西平壤站綫路一樣在西平壤站車場掉頭。 平壤火電廠－西平壤站綫路自2022年以來的行駛路綫爲自西平壤站經過瓊樓洞、英雄大街與革新大街運行。 |
| 松興－船橋 (송신-선교)                     | 在平壤有軌電車1號綫被拆除後，松興至船橋間的交通自有軌電車取代至無軌電車運行。 |
| 紋繡－第二百貨 (문수-2백)                  | |
| 寺洞－第一百貨 (사동-1백)                  | |
| 黃金谷－凱旋門 (황금벌-개선문)             | 黃金谷－凱旋門綫路在運營時，途徑凱旋站。 |
| 蓮池洞－龍城 (련못동-룡성)                 | 搭乘蓮池洞－龍城綫路，可達平壤郊區。 |
| 平壤站－科學技術殿堂 (평양역-과학기술전당) | 平壤站－科學技術殿堂綫路在運營時，途徑未來科學家大街。 |
| 西平壤站－西浦站 (서평양-서포)             | |
| 船橋－松花 (선교-송화)                     | 2022年新開通綫路，爲松花大街的1萬戶住宅居民提供出行便利。 |
| 光明洞－裴山洞 (광명동-배산동)             | 獨立於其他平壤無軌電車綫路運行，在1995年之前屬於平成無軌電車。 |
| 曾運營綫路                                 | |
| 運營區間                                   | 備注 |
| 黃金谷－三興 (황금벌-송신역)               | 因平壤有軌電車1號綫開通，黃金谷－三興路綫停運。 |
| 東平壤大劇院－第一百貨 (동평양 대극장-1백) | |
| 樂浪－紋繡 (락랑-문수)                     | 因平壤有軌電車2號綫開通，樂浪－紋繡路綫停運。 |
| 光復站－牡丹峰 (광복역-모란봉)             | 因平壤有軌電車1號綫開通，光復站－牡丹峰路綫停運。 |
| 八鼓－樂浪 (팔골-락랑)                     | 因平壤有軌電車1號綫和3號綫開通，八鼓－樂浪路綫停運。 |

## 車輛資訊
平壤無軌電車的生產品牌均爲千里馬牌，並幾乎都由北韓自行生產製造以及經手動進行各組件組裝。雖然在平壤無軌電車製造層面上幾乎不依賴其他國家，但是平壤無軌電車的有些車型是經匈牙利伊凱洛斯巴士公司與捷克斯洛伐克斯柯達公司核發生產許可後才開始生產。當無軌電車於平壤運營時，若一輛無軌電車在運營滿5萬公里且零事故發生後，則此輛無軌電車車身會加蓋一個「5만」的紅色星章以作表彰。而若一輛無軌電車在運營中發生交通事故，則此輛無軌電車運營未滿5萬公里的里程會重設至零，並重新開始計數，不會影響此輛無軌電車先前獲得的紅色星章表彰。
隨著時代的發展，平壤無軌電車也與時俱進安裝備用電源與在車內安裝液晶顯示器。根據《德國之聲》的報導，平壤無軌電車中千里馬091型無軌電車的軸承來自於中國。

## 圖片集錦

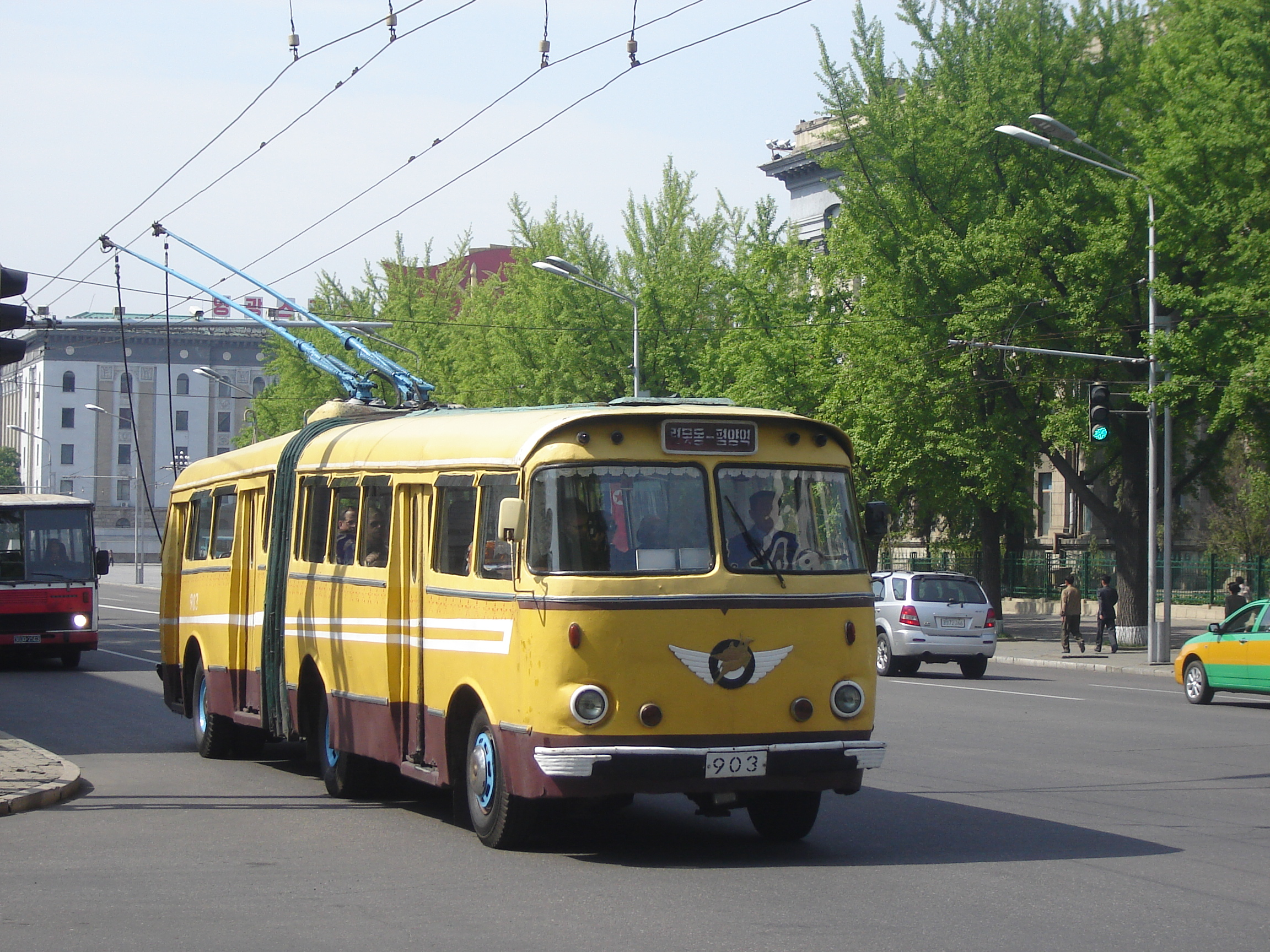
一輛於1964年建造的千里馬9.25型無軌電車
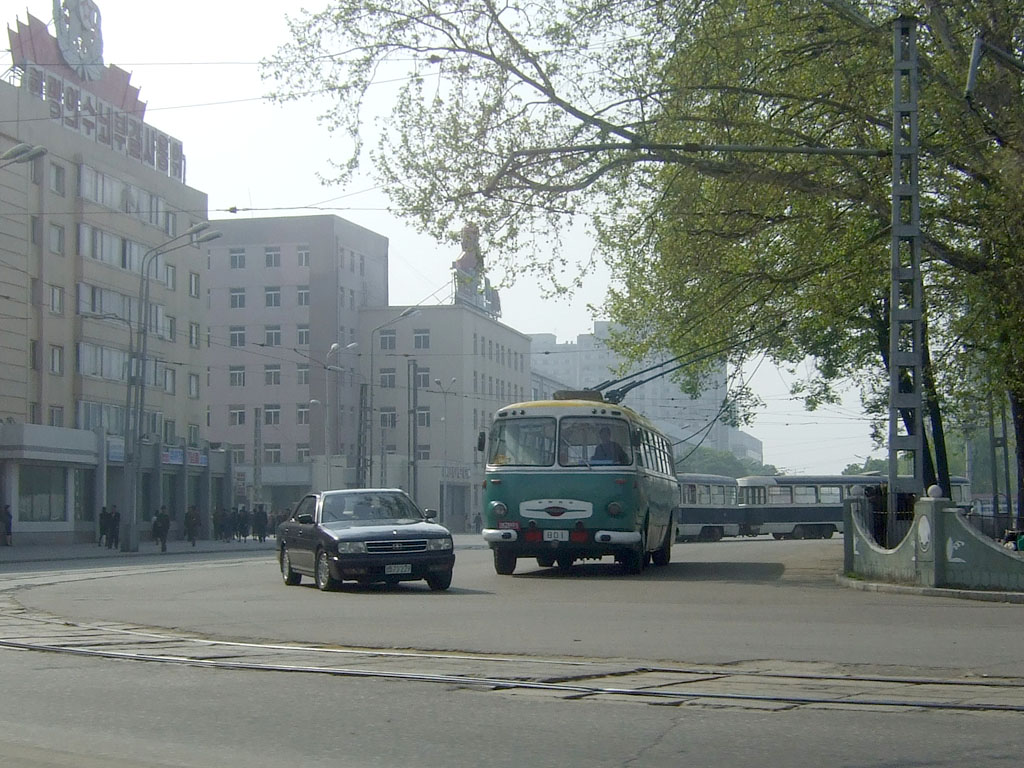
一輛停放在平壤站的千里馬70型無軌電車
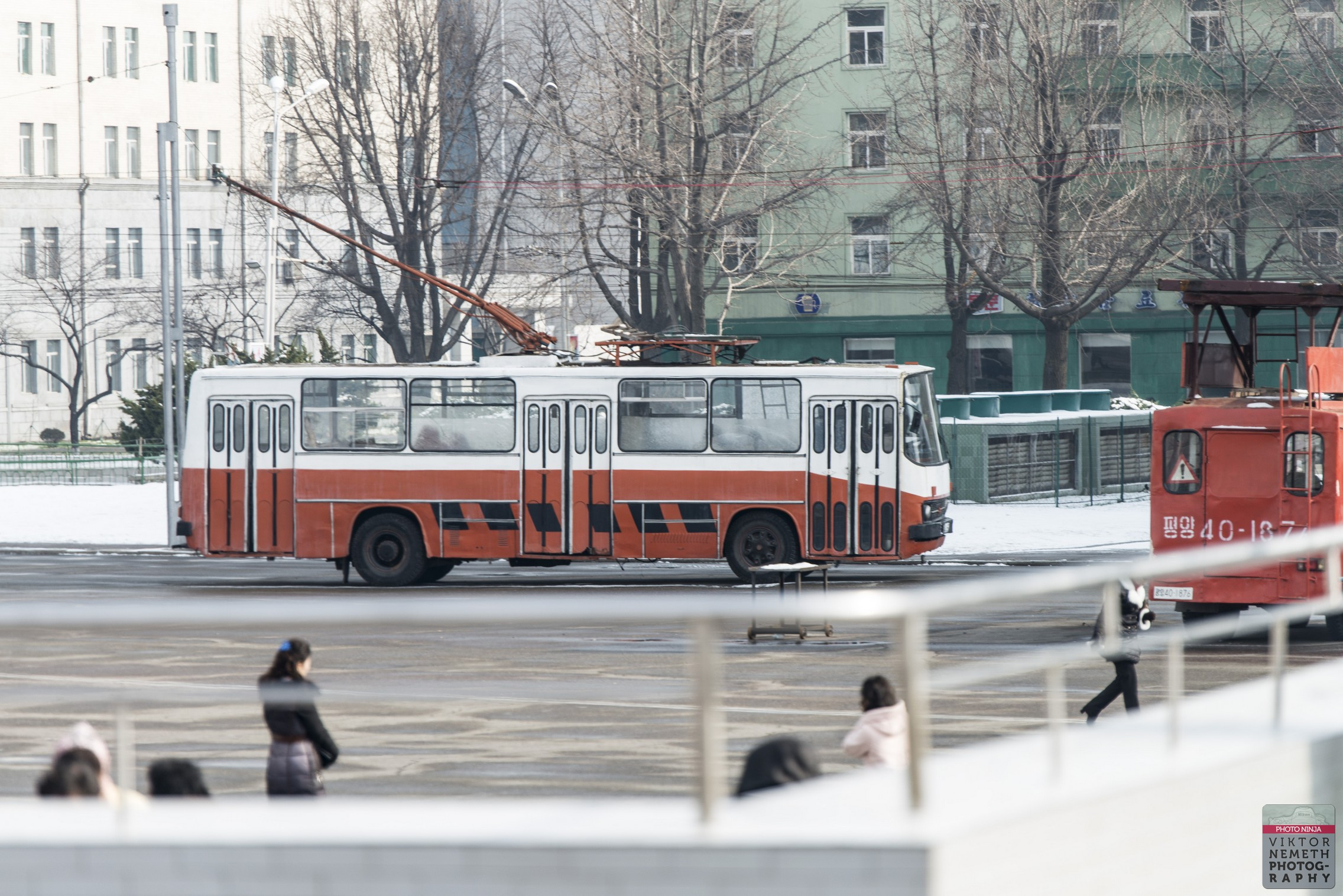
一輛千里馬951型無軌電車，外觀與伊凱洛斯260型巴士（英语：Ikarus 260）相近
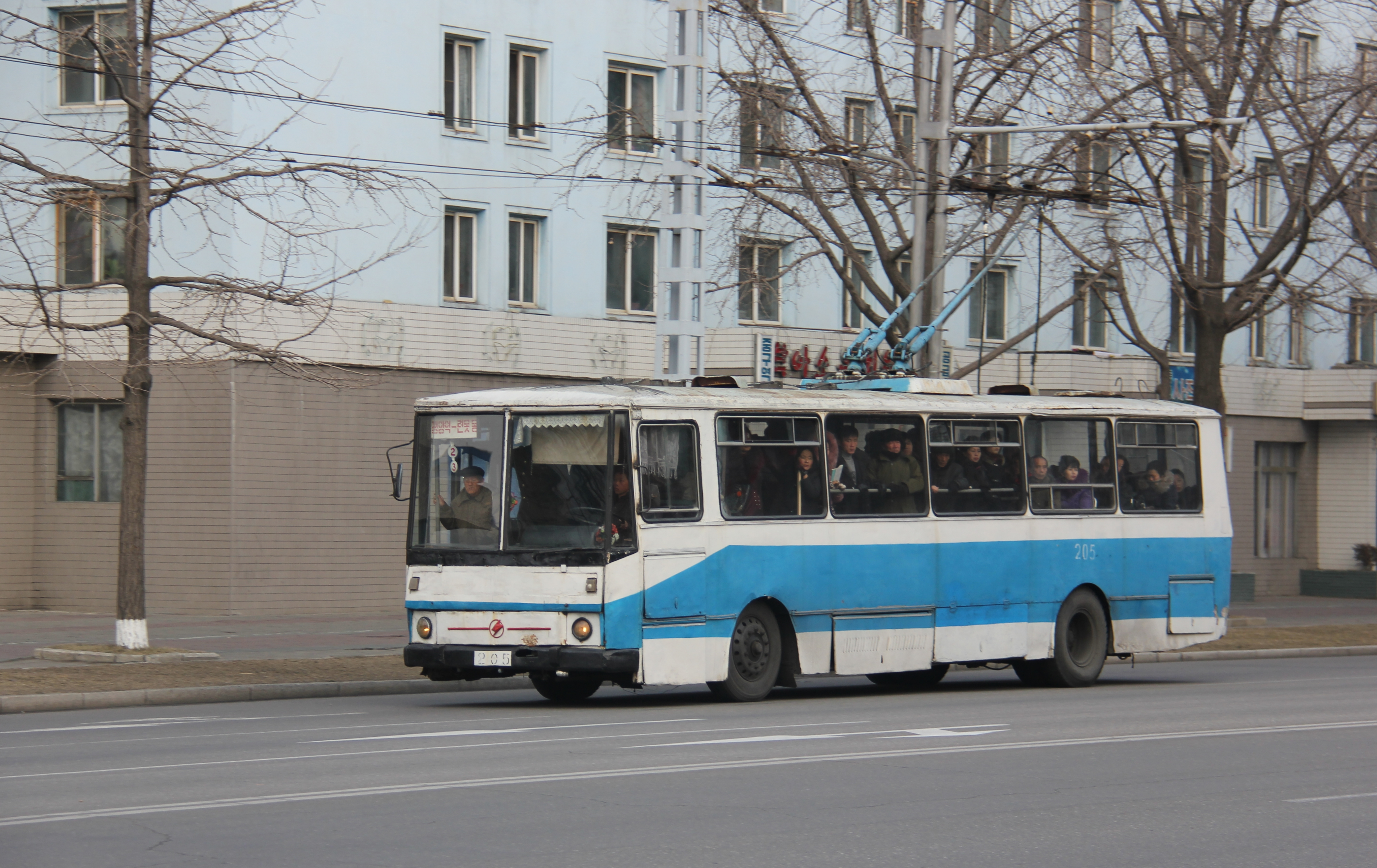
一輛千里馬973型無軌電車，外觀與卡蘿莎C-734型巴士（英语：Karosa C 734）相近
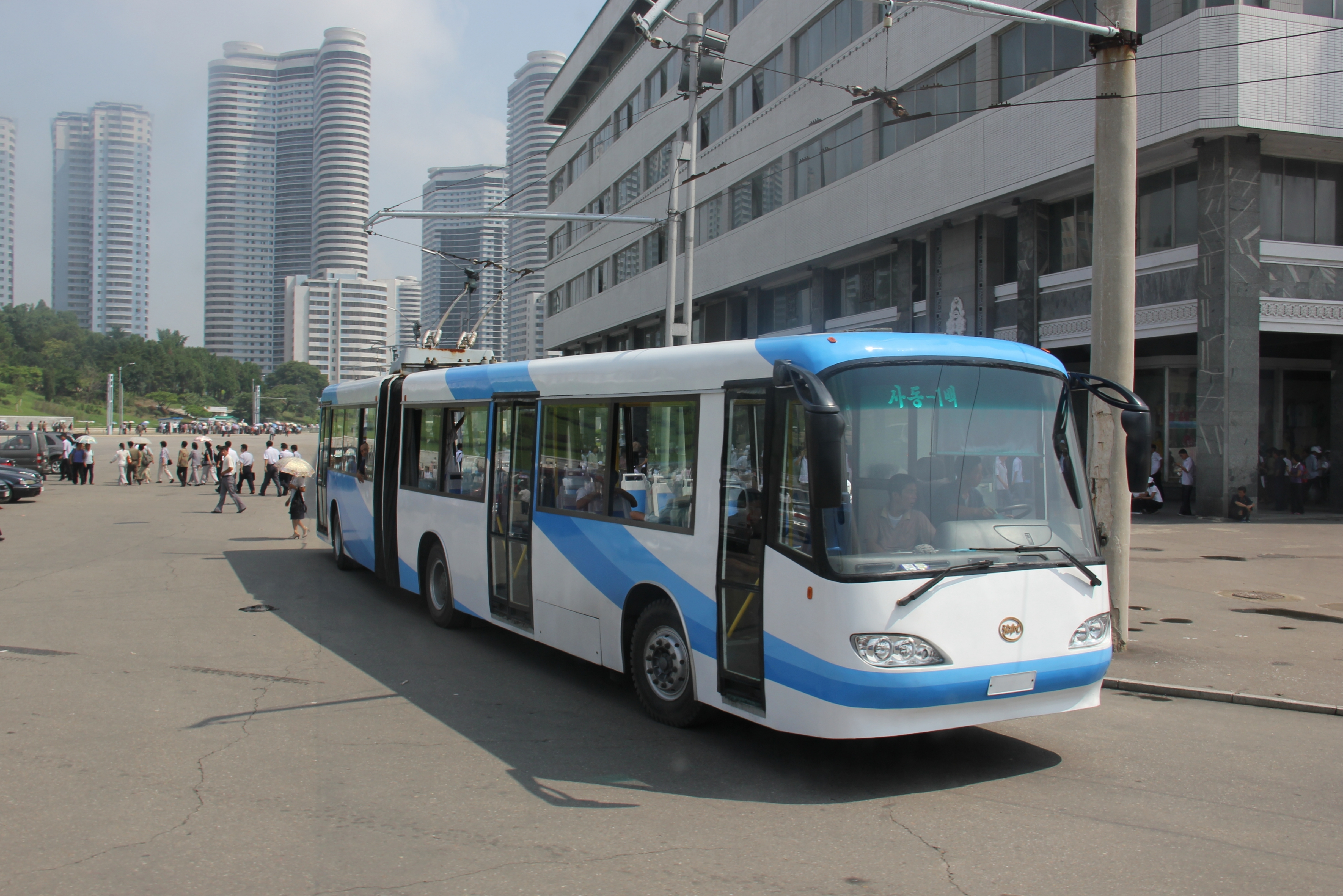
一輛自寺洞運營至平壤第一百貨商店的千里馬091型（英语：Chollima-091）無軌電車
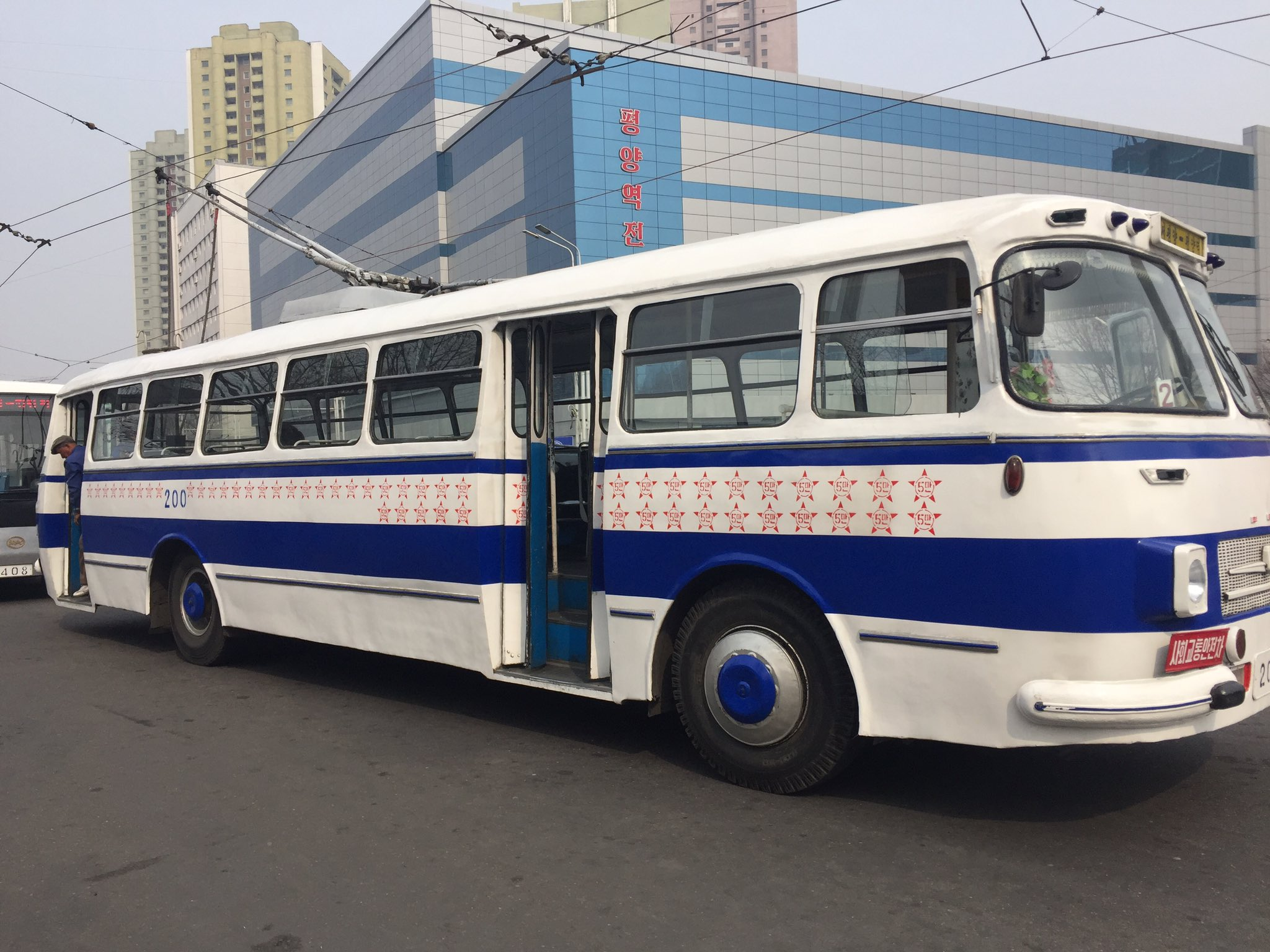
一輛成績亮眼的千里馬72型無軌電車，若僅計算已表彰運營里程，則這輛無軌電車已經安全運行300萬公里